# Highly Suspect
Gli Highly Suspect sono un gruppo rock statunitense, attivo dal 2009.

## Storia del gruppo
Il gruppo è stato fondato in Massachusetts nel 2009 da due fratelli gemelli, Rich e Ryan Meyer, e dal loro amico Johnny Stevens. Dopo aver iniziato la propria attività eseguendo cover, la band si è trasferita a Brooklyn, dove ha registrato l'EP The Worst Humans con il produttore Joel Hamilton (The Black Keys, Elvis Costello, Wu-Tang Clan).
Il primo album in studio del trio Mister Asylum è stato pubblicato nel luglio 2015, anticipato dal singolo Lydia. Nell'ambito dei Grammy Awards 2016 hanno ricevuto due candidature, nelle categorie "miglior canzone rock" e "miglior album rock".
Nel novembre 2016 hanno pubblicato, sempre con Joel Hamilton alla produzione, il loro secondo album The Boy Who Died Wolf. Il brano My Name Is Human è candidato ai Grammy Awards 2017 nella categoria "miglior canzone rock".

## Formazione
- Johnny Stevens – voce, chitarra, sintetizzatore
- Ryan Meyer – batteria, voce
- Rich Meyer – basso, voce

## Discografia

### Album in studio
- 2015 -  Mister Asylum
- 2016 -  The Boy Who Died Wolf
- 2019 -  MCID
- 2022 -  The Midnight Demon Club
- 2024 -  As Above, So Below

### Raccolte
- 2011 - Highly Suspect

### EP e Singoli
- 2009 - First Offense
- 2010 - The Gang Lion EP
- 2012 - The Worst Human
- 2013 - Black Ocean
- 2015 - Lydia
- 2015 - Bloodfather
- 2016 - Serotonia
- 2016 - My Name Is Human